# نظيرات البريمية
نظيرات البريمية (الاسم العلمي: Leptospiraceae) هي فصيلة من البكتيريا تتبع رتبة البريميات من طائفة الملتويانية.

## الأجناس
- البريمية